# Biathlon-NorAm-Cup 2009/10
Der Biathlon-NorAm-Cup 2009/10 wurde, wie auch schon in den vorherigen Saisons, als Unterbau zum Biathlon-Weltcup 2009/10 veranstaltet. Die Rennserie wurde zum größten Teil von kanadischen und US-amerikanischen Biathleten genutzt.
Anders als im Weltcup und dem IBU-Cup waren die Starterfelder vor allem bei den Frauen nicht sehr groß. Vielfach liefen einzelne Athleten nur einzelne Rennen, zum Teil weil sich Athleten und Athletinnen für Rennen in Europa empfohlen haben und dann dort starten, oder aber weil nicht immer alle Spitzenathleten zu den einzelnen Wettkämpfen entsandt wurden.

## Ergebnisse Männer-Wettbewerbe
| 1. NorAm-Cup in Canmore, 28. November 2009 – 29. November 2009 | 1. NorAm-Cup in Canmore, 28. November 2009 – 29. November 2009 | 1. NorAm-Cup in Canmore, 28. November 2009 – 29. November 2009 | 1. NorAm-Cup in Canmore, 28. November 2009 – 29. November 2009 | 1. NorAm-Cup in Canmore, 28. November 2009 – 29. November 2009 |
| -------------------------------------------------------------- | -------------------------------------------------------------- | -------------------------------------------------------------- | -------------------------------------------------------------- | -------------------------------------------------------------- |
| Datum                                                          | Disziplin                                                      | Erster Platz                                                   | Zweiter Platz                                                  | Dritter Platz                                                  |
| 28. November 2009 (Sa.)                                        | Sprint (10 km)                                                 | Marc-André Bédard                                              | Scott Perras                                                   | Wynn Roberts                                                   |
| 29. November 2009 (So.)                                        | Verfolgung (12,5 km)                                           | Scott Perras                                                   | Wynn Roberts                                                   | Marc-André Bédard                                              |

| 2. NorAm-Cup in Canmore, 5. Dezember 2009 – 6. Dezember 2009 | 2. NorAm-Cup in Canmore, 5. Dezember 2009 – 6. Dezember 2009 | 2. NorAm-Cup in Canmore, 5. Dezember 2009 – 6. Dezember 2009 | 2. NorAm-Cup in Canmore, 5. Dezember 2009 – 6. Dezember 2009 | 2. NorAm-Cup in Canmore, 5. Dezember 2009 – 6. Dezember 2009 |
| ------------------------------------------------------------ | ------------------------------------------------------------ | ------------------------------------------------------------ | ------------------------------------------------------------ | ------------------------------------------------------------ |
| Datum                                                        | Disziplin                                                    | Erster Platz                                                 | Zweiter Platz                                                | Dritter Platz                                                |
| 5. Dezember 2009 (Sa.)                                       | Sprint (10 km)                                               | Russell Currier                                              | Dan Campbell                                                 | Wynn Roberts                                                 |
| 6. Dezember 2009 (Sa.)                                       | Einzel (12,5 km)                                             | Robert Douglas                                               | Dan Campbell                                                 | Douglas Bernard                                              |

| 3. NorAm-Cup in La Patrie, 16. Januar 2010 – 17. Januar 2010 | 3. NorAm-Cup in La Patrie, 16. Januar 2010 – 17. Januar 2010 | 3. NorAm-Cup in La Patrie, 16. Januar 2010 – 17. Januar 2010 | 3. NorAm-Cup in La Patrie, 16. Januar 2010 – 17. Januar 2010 | 3. NorAm-Cup in La Patrie, 16. Januar 2010 – 17. Januar 2010 |
| ------------------------------------------------------------ | ------------------------------------------------------------ | ------------------------------------------------------------ | ------------------------------------------------------------ | ------------------------------------------------------------ |
| Datum                                                        | Disziplin                                                    | Erster Platz                                                 | Zweiter Platz                                                | Dritter Platz                                                |
| 16. Januar 2010 (Sa.)                                        | Sprint (10 km)                                               | Jon Skinstad                                                 | –                                                            | –                                                            |
| 17. Januar 2010 (Sa.)                                        | Verfolgung (12,5 km)                                         | Jon Skinstad                                                 | Eli Walker                                                   | –                                                            |

| 4. NorAm-Cup in Jericho, 6. Februar 2010 – 7. Februar 2010 | 4. NorAm-Cup in Jericho, 6. Februar 2010 – 7. Februar 2010 | 4. NorAm-Cup in Jericho, 6. Februar 2010 – 7. Februar 2010 | 4. NorAm-Cup in Jericho, 6. Februar 2010 – 7. Februar 2010 | 4. NorAm-Cup in Jericho, 6. Februar 2010 – 7. Februar 2010 |
| ---------------------------------------------------------- | ---------------------------------------------------------- | ---------------------------------------------------------- | ---------------------------------------------------------- | ---------------------------------------------------------- |
| Datum                                                      | Disziplin                                                  | Erster Platz                                               | Zweiter Platz                                              | Dritter Platz                                              |
| 6. Februar 2010 (Sa.)                                      | Sprint (10 km)                                             | Casey Simons                                               | Russell Currier                                            | Zach Hall                                                  |
| 7. Februar 2010 (Sa.)                                      | Verfolgung (12,5 km)                                       | Zach Hall                                                  | Russell Currier                                            | Jesse Downs                                                |

| 5. NorAm-Cup in Lake Placid, 12. Februar 2010 – 13. Februar 2010 | 5. NorAm-Cup in Lake Placid, 12. Februar 2010 – 13. Februar 2010 | 5. NorAm-Cup in Lake Placid, 12. Februar 2010 – 13. Februar 2010 | 5. NorAm-Cup in Lake Placid, 12. Februar 2010 – 13. Februar 2010 | 5. NorAm-Cup in Lake Placid, 12. Februar 2010 – 13. Februar 2010 |
| ---------------------------------------------------------------- | ---------------------------------------------------------------- | ---------------------------------------------------------------- | ---------------------------------------------------------------- | ---------------------------------------------------------------- |
| Datum                                                            | Disziplin                                                        | Erster Platz                                                     | Zweiter Platz                                                    | Dritter Platz                                                    |
| 12. Februar 2010 (Sa.)                                           | Sprint (10 km)                                                   | Zach Hall                                                        | Bill Bowler                                                      | Walt Shepard                                                     |
| 13. Februar 2010 (Sa.)                                           | Verfolgung (12,5 km)                                             | Zach Hall                                                        | Walt Shepard                                                     | Casey Simons                                                     |

| 5. Nordamerikanische Meisterschaften in Fort Kent, 17. März 2010 – 21. März 2010 | 5. Nordamerikanische Meisterschaften in Fort Kent, 17. März 2010 – 21. März 2010 | 5. Nordamerikanische Meisterschaften in Fort Kent, 17. März 2010 – 21. März 2010 | 5. Nordamerikanische Meisterschaften in Fort Kent, 17. März 2010 – 21. März 2010 | 5. Nordamerikanische Meisterschaften in Fort Kent, 17. März 2010 – 21. März 2010 |
| -------------------------------------------------------------------------------- | -------------------------------------------------------------------------------- | -------------------------------------------------------------------------------- | -------------------------------------------------------------------------------- | -------------------------------------------------------------------------------- |
| Datum                                                                            | Disziplin                                                                        | Erster Platz                                                                     | Zweiter Platz                                                                    | Dritter Platz                                                                    |
| 17. März 2010 (Mi.)                                                              | Sprint (10 km)                                                                   | Casey Simons                                                                     | Walt Shepard                                                                     | Bill Bowler                                                                      |
| 20. März 2010 (Sa.)                                                              | Verfolgung (12,5 km)                                                             | Wynn Roberts                                                                     | Walt Shepard                                                                     | Marc-André Bédard                                                                |
| 21. März 2010 (So.)                                                              | Massenstart (15 km)                                                              | Russell Currier                                                                  | Marc-André Bédard                                                                | Walt Shepard                                                                     |

### Gesamtwertung
| Platz | Sportler           | Land               | Punkte |
| ----- | ------------------ | ------------------ | ------ |
| 1     | Zachary Hall       | Vereinigte Staaten | 376    |
| 2     | Russell Currier    | Vereinigte Staaten | 367    |
| 3     | Casey Simons       | Vereinigte Staaten | 300    |
| 4     | Walt Shepard       | Vereinigte Staaten | 288    |
| 5     | Jesse Downs        | Vereinigte Staaten | 258    |
| 6     | Bill Bowler        | Vereinigte Staaten | 252    |
| 7     | Wynn Roberts       | Vereinigte Staaten | 250    |
| 8     | Marc-André Bédard  | Kanada             | 197    |
| 9     | Robert Douglas     | Vereinigte Staaten | 161    |
| 10    | Scott Lessard      | Vereinigte Staaten | 151    |
| 11    | Nigel Kinney       | Vereinigte Staaten | 140    |
| 12    | Jon Skinstad       | Kanada             | 138    |
| 13    | Eli Walker         | Vereinigte Staaten | 128    |
| 14    | Ted Hulbert        | Vereinigte Staaten | 120    |
| 15    | Dan Campbell       | Vereinigte Staaten | 108    |
| 16    | Tom Moffet         | Vereinigte Staaten | 100    |
| 17    | Scott Perras       | Kanada             | 96     |
| 18    | Phillip Violett    | Vereinigte Staaten | 90     |
| 19    | Douglas Bernard    | Vereinigte Staaten | 87     |
| 20    | Daniel Patterson   | Kanada             | 86     |
| 21    | Konrad Thiel       | Vereinigte Staaten | 82     |
| 22    | Tyson Smith        | Kanada             | 77     |
| 23    | Dan Westover       | Vereinigte Staaten | 64     |
| 24    | Blake Hillerson    | Vereinigte Staaten | 63     |
|       | Aaron Scott        | Vereinigte Staaten | 63     |
| 26    | Patrick Cote       | Kanada             | 60     |
| 27    | Newt Rogers        | Vereinigte Staaten | 58     |
| 28    | Mateusz Stachura   | Kanada             | 56     |
|       | Maxime Leboeuf     | Kanada             | 56     |
| 30    | Marty Maynard      | Vereinigte Staaten | 54     |
| 31    | Nathan Smith       | Kanada             | 50     |
|       | René Harde         | Vereinigte Staaten | 50     |
| 33    | Kevin Brooker      | Vereinigte Staaten | 44     |
| 34    | Patrick Clancy     | Vereinigte Staaten | 42     |
| 35    | Chris Yen          | Vereinigte Staaten | 36     |
| 36    | Trent Sinnett      | Vereinigte Staaten | 33     |
| 37    | Brandon Adams      | Vereinigte Staaten | 31     |
| 38    | Jason Hettenbaugh  | Vereinigte Staaten | 30     |
|       | Stuart Lodge       | Kanada             | 30     |
| 40    | Tim Reynolds       | Vereinigte Staaten | 28     |
|       | Patrick Labossiere | Kanada             | 28     |

## Ergebnisse Frauen-Wettbewerbe
| 1. NorAm-Cup in Canmore, 1. Dezember 2007 – 2. Dezember 2007 | 1. NorAm-Cup in Canmore, 1. Dezember 2007 – 2. Dezember 2007 | 1. NorAm-Cup in Canmore, 1. Dezember 2007 – 2. Dezember 2007 | 1. NorAm-Cup in Canmore, 1. Dezember 2007 – 2. Dezember 2007 | 1. NorAm-Cup in Canmore, 1. Dezember 2007 – 2. Dezember 2007 |
| ------------------------------------------------------------ | ------------------------------------------------------------ | ------------------------------------------------------------ | ------------------------------------------------------------ | ------------------------------------------------------------ |
| Datum                                                        | Disziplin                                                    | Erster Platz                                                 | Zweiter Platz                                                | Dritter Platz                                                |
| 28. November 2009 (Sa.)                                      | Sprint (7,5 km)                                              | Megan Imrie                                                  | Rosanna Crawford                                             | Laura Spector                                                |
| 29. November 2009 (So.)                                      | Verfolgung (10 km)                                           | Tracy Barnes                                                 | Laura Spector                                                | Rosanna Crawford                                             |

| 2. NorAm-Cup in Canmore, 5. Dezember 2009 – 6. Dezember 2009 | 2. NorAm-Cup in Canmore, 5. Dezember 2009 – 6. Dezember 2009 | 2. NorAm-Cup in Canmore, 5. Dezember 2009 – 6. Dezember 2009 | 2. NorAm-Cup in Canmore, 5. Dezember 2009 – 6. Dezember 2009 | 2. NorAm-Cup in Canmore, 5. Dezember 2009 – 6. Dezember 2009 |
| ------------------------------------------------------------ | ------------------------------------------------------------ | ------------------------------------------------------------ | ------------------------------------------------------------ | ------------------------------------------------------------ |
| Datum                                                        | Disziplin                                                    | Erster Platz                                                 | Zweiter Platz                                                | Dritter Platz                                                |
| 5. Dezember 2009 (Sa.)                                       | Sprint (7,5 km)                                              | Susan Dunklee                                                | Jennifer Wygant                                              | Laura Spector                                                |
| 6. Dezember 2009 (Sa.)                                       | Einzel (10 km)                                               | Angela Salvi                                                 | Jytte Apel                                                   | –                                                            |

| 3. NorAm-Cup in La Patrie, 16. Januar 2010 – 17. Januar 2010 | 3. NorAm-Cup in La Patrie, 16. Januar 2010 – 17. Januar 2010 | 3. NorAm-Cup in La Patrie, 16. Januar 2010 – 17. Januar 2010 | 3. NorAm-Cup in La Patrie, 16. Januar 2010 – 17. Januar 2010 | 3. NorAm-Cup in La Patrie, 16. Januar 2010 – 17. Januar 2010 |
| ------------------------------------------------------------ | ------------------------------------------------------------ | ------------------------------------------------------------ | ------------------------------------------------------------ | ------------------------------------------------------------ |
| Datum                                                        | Disziplin                                                    | Erster Platz                                                 | Zweiter Platz                                                | Dritter Platz                                                |
| 16. Januar 2010 (Sa.)                                        | Sprint (7,5 km)                                              | Claude Godbout                                               | Angela Salvi                                                 | Jytte Apel                                                   |
| 17. Januar 2010 (Sa.)                                        | Verfolgung (10 km)                                           | Claude Godbout                                               | Jytte Apel                                                   | Angela Salvi                                                 |

| 4. NorAm-Cup in Jericho, 6. Februar 2010 – 7. Februar 2010 | 4. NorAm-Cup in Jericho, 6. Februar 2010 – 7. Februar 2010 | 4. NorAm-Cup in Jericho, 6. Februar 2010 – 7. Februar 2010 | 4. NorAm-Cup in Jericho, 6. Februar 2010 – 7. Februar 2010 | 4. NorAm-Cup in Jericho, 6. Februar 2010 – 7. Februar 2010 |
| ---------------------------------------------------------- | ---------------------------------------------------------- | ---------------------------------------------------------- | ---------------------------------------------------------- | ---------------------------------------------------------- |
| Datum                                                      | Disziplin                                                  | Erster Platz                                               | Zweiter Platz                                              | Dritter Platz                                              |
| 6. Februar 2010 (Sa.)                                      | Sprint (7,5 km)                                            | Tracy Barnes                                               | Hannah Dreissigacker                                       | Susan Dunklee                                              |
| 7. Februar 2010 (Sa.)                                      | Verfolgung (10 km)                                         | Annelies Cook                                              | Hannah Dreissigacker                                       | Jennifer Wygant                                            |

| 5. NorAm-Cup in Lake Placid, 12. Februar 2010 – 13. Februar 2010 | 5. NorAm-Cup in Lake Placid, 12. Februar 2010 – 13. Februar 2010 | 5. NorAm-Cup in Lake Placid, 12. Februar 2010 – 13. Februar 2010 | 5. NorAm-Cup in Lake Placid, 12. Februar 2010 – 13. Februar 2010 | 5. NorAm-Cup in Lake Placid, 12. Februar 2010 – 13. Februar 2010 |
| ---------------------------------------------------------------- | ---------------------------------------------------------------- | ---------------------------------------------------------------- | ---------------------------------------------------------------- | ---------------------------------------------------------------- |
| Datum                                                            | Disziplin                                                        | Erster Platz                                                     | Zweiter Platz                                                    | Dritter Platz                                                    |
| 12. Februar 2010 (Sa.)                                           | Sprint (7,5 km)                                                  | Annelies Cook                                                    | Jennifer Wygant                                                  | Tracy Barnes                                                     |
| 13. Februar 2010 (Sa.)                                           | Verfolgung (10 km)                                               | Susan Dunklee                                                    | Tracy Barnes                                                     | Annelies Cook                                                    |

| 5. Nordamerikanische Meisterschaften in Fort Kent, 17. März 2010 – 21. März 2010 | 5. Nordamerikanische Meisterschaften in Fort Kent, 17. März 2010 – 21. März 2010 | 5. Nordamerikanische Meisterschaften in Fort Kent, 17. März 2010 – 21. März 2010 | 5. Nordamerikanische Meisterschaften in Fort Kent, 17. März 2010 – 21. März 2010 | 5. Nordamerikanische Meisterschaften in Fort Kent, 17. März 2010 – 21. März 2010 |
| -------------------------------------------------------------------------------- | -------------------------------------------------------------------------------- | -------------------------------------------------------------------------------- | -------------------------------------------------------------------------------- | -------------------------------------------------------------------------------- |
| Datum                                                                            | Disziplin                                                                        | Erster Platz                                                                     | Zweiter Platz                                                                    | Dritter Platz                                                                    |
| 17. März 2010 (Mi.)                                                              | Sprint (7,5 km)                                                                  | Tracy Barnes                                                                     | Claude Godbout                                                                   | Haley Johnson                                                                    |
| 20. März 2010 (Sa.)                                                              | Verfolgung (10 km)                                                               | Tracy Barnes                                                                     | Claude Godbout                                                                   | Annelies Cook                                                                    |
| 21. März 2010 (So.)                                                              | Massenstart (12,5 km)                                                            | Susan Dunklee                                                                    | Tracy Barnes                                                                     | Annelies Cook                                                                    |

### Gesamtwertung
| Platz | Sportler                | Land               | Punkte |
| ----- | ----------------------- | ------------------ | ------ |
| 1     | Claude Godbout          | Kanada             | 372    |
| 2     | Susan Dunklee           | Vereinigte Staaten | 352    |
| 3     | Tracy Barnes            | Vereinigte Staaten | 367    |
| 4     | Annelies Cook           | Vereinigte Staaten | 346    |
| 5     | Katrina Howe            | Kanada             | 304    |
| 6     | Angela Salvi            | Kanada             | 277    |
| 7     | Jennifer Wygant         | Vereinigte Staaten | 243    |
| 8     | BethAnn Chamberlain     | Vereinigte Staaten | 228    |
| 9     | Hannah Dreissigacker    | Vereinigte Staaten | 197    |
| 10    | Laura Spector           | Vereinigte Staaten | 196    |
| 11    | Jytte Apel              | Kanada             | 179    |
| 12    | Haley Johnson           | Vereinigte Staaten | 117    |
| 13    | Rosanna Crawford        | Kanada             | 89     |
| 14    | Élisabeth Laforest-Jean | Vereinigte Staaten | 80     |
| 15    | Karin Kasupski          | Vereinigte Staaten | 60     |
| 16    | Cynthia Clark           | Kanada             | 58     |
| 17    | Jody Barber             | Kanada             | 57     |
| 18    | Robbi Weldon            | Kanada             | 52     |
| 19    | Alicia Hurley           | Kanada             | 50     |
|       | Megan Imrie             | Kanada             | 50     |
| 21    | Margarita Gorbounova    | Kanada             | 45     |
| 22    | Karen Messenger         | Kanada             | 34     |
|       | Melanie Schultz         | Kanada             | 34     |
| 24    | Betsy Mawdsley          | Kanada             | 33     |
| 25    | Erin Graham             | Vereinigte Staaten | 32     |
|       | Caitlin Compton         | Vereinigte Staaten | 32     |
| 27    | Lauren Jacobs           | Vereinigte Staaten | 24     |
| 28    | Karen Frost             | Vereinigte Staaten | 22     |
| 29    | Courtney Knight         | Kanada             | 20     |